# Інститут гірничої справи Сибірського відділення РАН
Інститут гірничої справи Сибірського відділення РАН — знаходиться в м. Новосибірську. Створений 1944 року.

## Напрямки діяльності
Основна наукова спрямованість:
- механіка гірських порід,
- гірниче і будівельне машинознавство,
- теорія розробки родовищ твердих корисних копалин підземним і відкритим способами.
- сучасні геодинамічні поля і процеси, викликані техногенною діяльністю;
- комплексна переробка мінеральної сировини на основі ресурсо- і енергоощадних екологічно безпечних технологій.

## Структура
У складі інституту: 31 лабораторія, конструкторське бюро, експериментальні майстерні; аспірантура.